# Альбасете (футбольный клуб)
«Альбасе́те» (исп. Albacete Balompié) — испанский футбольный клуб из одноимённого города, в одноимённой провинции, в автономном сообществе Кастилия — Ла-Манча. Клуб основан в 1940 году, домашние матчи проводит на стадионе «Карлос Бельмонте», вмещающем 17 300 зрителей. Лучшие годы клуба пришлись на 1990-е годы, когда он был постоянным участником Примеры. Лучшим достижением «Альбасете» в чемпионате Испании стало 7-е место в сезоне 1991/92. Последний раз в высшей испанской лиге клуб участвовал в сезоне 2004/05.
В 2014 году клуб вернулся в Сегунду, но спустя два сезона вновь понизился в классе, так как закончил сезон на 21-м месте. Команда опять вернулась в Сегунду в сезоне 2016/17, выиграв в финале плей-офф за повышение. Клуб закончил сезон 2018/19 на четвёртом месте, но проиграл «Мальорке» в плей-офф за выход в Ла Лигу и остался во втором дивизионе на сезон 2019/20.

## Сезоны по дивизионам
- Примера — 7 сезонов
- Сегунда — 20 сезонов
- Сегунда B — 10 сезонов
- Терсера — 25 сезонов
- Региональная лига — 7 сезонов

## Достижения
- Сегунда
  - Победитель: 1990/91
- Сегунда B
  - Победитель (2): 1989/90, 2013/14
- Терсера
  - Победитель (8): 1945/46, 1946/47, 1948/49, 1958/59, 1960/61, 1963/64, 1964/65, 1981/82